# Josif Cankov
Josif Ivanov Cankov (in bulgaro Йосиф Иванов Цанков?; Ruse, 7 novembre 1911 – Sofia, 21 ottobre 1971) è stato un musicista, cestista e allenatore di pallacanestro bulgaro.

## Carriera
È stato uno dei fondatori della Bulgaria, con cui disputò i Campionati europei del 1935.